# Thomas Devaux (cyclisme)
Pour le photographe plasticien, voir Thomas Devaux. Pour les articles homonymes, voir Devaux.
Thomas Devaux, né le 29 janvier 1997 à Beutal (Doubs), est un coureur cycliste français.

## Biographie
Thomas Devaux prend sa première licence vers l'âge de huit ans au Vélo Club de Montbéliard. Ses deux sœurs Marceline et Pauline sont également coureuses cyclistes.
En 2015, il intègre l'équipe juniors (moins de 19 ans) de l'AC Bisontine. L'année suivante, il court dans l'équipe DN2 du club franc-comtois pour ses débuts espoirs (moins de 23 ans). Il est ensuite recruté en 2019 par le CC Étupes, qui évolue en division nationale 1. Durant cette saison, il se classe notamment onzième du Tour de la Mirabelle et huitième d'une étape du Tour de la Vallée d'Aoste. 
En 2020, il rejoint l'équipe continentale suisse Akros-Excelsior-Thömus, afin de disputer plus de compétitions inscrites au calendrier de l'UCI. Cette expérience est cependant gâchée par la pandémie de Covid-19, qui interrompt une bonne partie de son calendrier. Après son exil à l'étranger, il est enrôlé en 2021 par la formation Charvieu-Chavagneux IC, où il bénéficie d'un statut de coureur protégé sur les épreuves vallonnées. Pour son retour en France, il se distingue en s'imposant à trois reprises chez les amateurs. 
Lors de la saison 2022, il s'illustre en étant l'un des meilleurs amateurs français. Bon grimpeur, il remporte six courses et obtient diverses places d'honneur. Il réalise également de bons résultats au niveau continental en terminant quatrième du Tour du Pays de Montbéliard ainsi que septième du Rhône-Alpes Isère Tour, où il est le coureur de club le mieux classé. Au mois de juin, il prend la septième place du championnat de France amateurs à Cholet. 
Ses performances lui permettent de signer un premier contrat professionnel d'un an avec l'équipe continentale Saint Michel-Auber 93 à la fin de la saison 2022.

## Palmarès
- 2018
  - Grand Prix de Goviller
- 2021
  - Grand Prix de Pouillenay
  - 1re étape du Tour du Pays Roannais
  - Grand Prix de Monpazier
  - 2e de la Route d'Or du Poitou
  - 3e de Le Poinçonnet-Panazol
  - 3e du Prix du Saugeais
  - 3e du Tour des Landes
  - 3e du Circuit des Deux Ponts
  - 3e du Grand Prix Enduiest
- 2022
  - Grand Prix de Saint-Étienne Loire
  - Tour du Charolais
  - 3e étape du Tour de Saône-et-Loire
  - Grand Prix de Vougy
  - 2e étape du Tour du Pays Roannais
  - Grand Prix de Cours-la-Ville
  - 2e du championnat d'Auvergne-Rhône-Alpes sur route
  - 3e du Grand Prix d'Igney